# Anoplosiagum cubensis
Anoplosiagum cubensis är en skalbaggsart som beskrevs av Garcia-vidal 1982. Anoplosiagum cubensis ingår i släktet Anoplosiagum och familjen Melolonthidae. Inga underarter finns listade i Catalogue of Life.